# Hyllisia tonkinensis
Hyllisia tonkinensis là một loài bọ cánh cứng trong họ Cerambycidae.